# Sandringham House

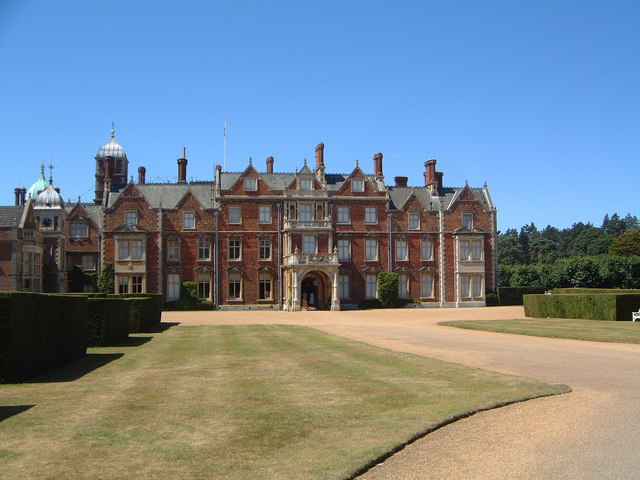
Una de las entradas a Sandringham House.

Sandringham House es una casa de campo de 32 km cuadrados de terreno, cerca del pueblo de Sandringham, en Norfolk, (Inglaterra, Reino Unido). Pertenece a la Familia Real Británica. La casa está en los terrenos reales de Sandringham (8100 ha), que se encuentran en la zona de la costa de Norfolk, Area of Outstanding Natural Beauty (una zona de destacada belleza natural).

## Historia
Este lugar ha sido habitado desde la época isabelina, y en 1771 el arquitecto Cornish Henley preparó el sitio para construir Sandringham Hall. La mansión fue modificada durante el siglo XIX por Charles Spencer Cowper, hijastro de Lord Palmerston, quien añadió el porche y el invernadero, diseñado por el arquitecto Samuel Sanders Teulon.[cita requerida]
En 1862, la mansión fue adquirida por la reina Victoria, a petición del príncipe de Gales (el futuro Eduardo VII), como residencia para él y su entonces futura esposa, Alejandra de Dinamarca. En 1865, sin embargo, dos años después de haberse mudado, el tamaño de la mansión era insuficiente para las necesidades del príncipe, y le encargó a J. Humbert destruir el edificio y crear uno más amplio.[cita requerida]
La casa de ladrillo rojo que resultó fue terminada en 1870 con una peculiar mezcla de estilos. Este diseño de casas generalmente no ha sido muy exitoso en la época victoriana. Este nuevo diseño incorporó una gran entrada que es usada por la familia real como lugar de entretenimiento y para ocasiones familiares. Posteriormente, se añadió una nueva ala al edificio con un estilo más tradicional, incorporando un salón de baile, lo que dio como resultado un diseño más coherente. La arquitectura del nuevo edificio fue tradicional, pero se adelantó a la época en algunos detalles, como el alumbrado de gas, inodoros con cisterna y un primer modelo de ducha. Una parte del edificio se destruyó en un incendio durante los preparativos de la fiesta del 50 aniversario del príncipe de Gales en 1891, y posteriormente reconstruida.[cita requerida]
Sandringham House ha sido la residencia privada de cuatro generaciones de reyes. Sin embargo, con dudas al principio, a la princesa Alejandra terminó por encantarle Sandringham. Las principales características del nuevo edificio fueron las ventanas más amplias, lo que contribuyó a iluminar más el interior. El nuevo edificio se construyó teniendo como objetivo principal la comodidad de los habitantes y no la belleza del edificio, como había ocurrido en otras residencias. A pesar del tamaño de Sandringham y la amplitud de las habitaciones principales, los dormitorios eran muy estrechos.

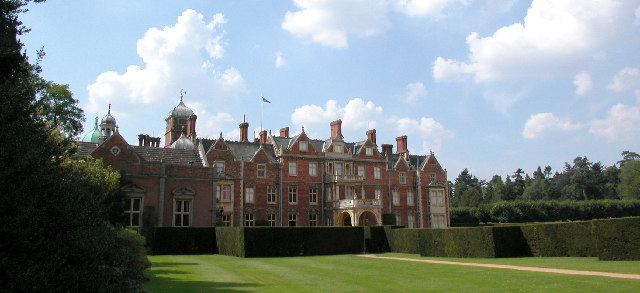
Fachada de Sandringham House.

Los hijos de Eduardo y Alejandra, el príncipe Alberto, duque de Clarence y el príncipe Jorge (Jorge V del Reino Unido), por ejemplo, tenían dormitorios muy pequeños. Los espaciosos terrenos, sin embargo, permitieron a Alejandra mantener su colección de caballos, perros, gatos, pavos de granja, y otros animales - como por ejemplo un gran carnero salvado de un carnicero egipcio. Los animales encantaron a sus hijos, y posteriormente a sus nietos. A los hijos de Jorge V les gustaba visitar Sandringham y a sus abuelos. Una estatua con forma de babuino, con una bandeja para las tarjetas de visita fue otra de las cosas que les encantaban a los niños. Tanto Eduardo como Alejandra, pero en especial Alejandra adoraba a los niños. El ambiente era muy diferente del de casa, sobre todo cuando su padre estaba con ellos. Las perreras fueron una delicia para los niños. Desde la muerte de Eduardo VII del Reino Unido, Sandringham ha sido uno de los lugares favoritos de los miembros de la Familia Real para ir a pasar las vacaciones.
Desde que el rey Jorge VI murió en Sandringham en 1952, la reina Isabel II tenía la costumbre de pasar el aniversario de la muerte de su padre en Sandringham, en privado junto con su familia. Era su residencia hasta febrero cada año. La casa abrió por primera vez al público en 1977, y alberga un museo con diferentes objetos de la vida real y la historia de la mansión.[cita requerida]
La mansión ha sido la favorita de la familia real, que pasaba en ella la Navidad y el Año Nuevo. Es también una localización perfecta para practicar tiro y es usada como sede de competiciones. Tal fue la afición a la caza de Eduardo VII, que ordenó que todos los relojes de la casa fueran atrasados media hora para poder tener más tiempo de caza. Esta tradición se mantuvo en la finca desde 1901 hasta 1936, cuando el rey Eduardo VIII del Reino Unido decidió eliminar esa tradición.[cita requerida]

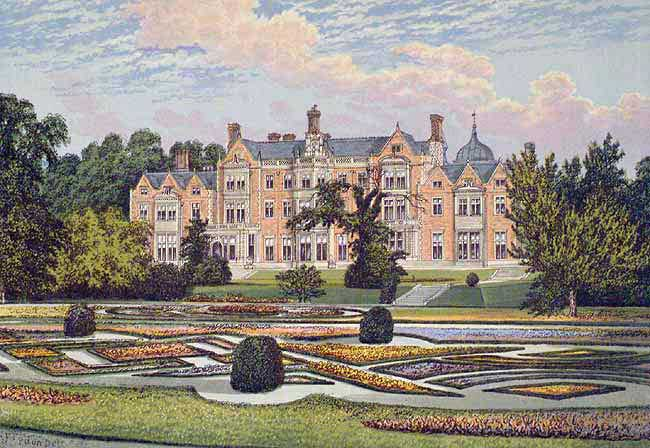
Dibujo de Sandringham House, Norfolk, Inglaterra.

La finca también contiene el York Cottage, construido por Eduardo VII tras mudarse. Diana, princesa de Gales nació en Park House en 1961. Anmer Hall es una casa de estilo georgino que fue la casa del duque de Kent durante un tiempo, y en la actualidad es la casa de campo de los Príncipes de Gales.[cita requerida]
Junto con el castillo de Balmoral, Sandringham House es propiedad de la familia real británica y no forma parte de los bienes del Estado. Su sucesión se convirtió en un hecho en 1936, cuando Eduardo VIII abdicó como rey. Siguiendo la ley, la finca real de Sandringham pasó de Jorge V a su hijo, pero cuando este abdicó la casa no pasó a su hermano Jorge VI. Jorge tuvo que comprar el castillo de Balmoral y Sandringham a Eduardo para que ambas residencias siguieran siendo propiedad exclusiva de la familia real.[cita requerida]

## Datos
- El rey Olaf V de Noruega nació en Sandringham House.
- La reina Alejandra, su hijo Jorge V, y su nieto Jorge VI murieron en Sandringham.
- La emperatriz Victoria de Alemania (Victoria, princesa real), hija de la reina Victoria y madre del káiser Guillermo II de Alemania, tenía una casa de campo en Friedrichshof, cerca de Kronberg, construida siguiendo el mismo estilo de Sandringham.

## Restos encontrados
El 1 de enero del 2011, se hallaron restos humanos en la zona cerca de la localidad de Anmer.